# 静電発電機

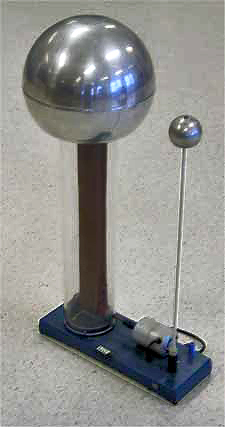
教材用のヴァンデグラフ起電機。

静電発電機もしくは起電機（英: electrostatic generator、electrostatic machine）とは発電機の一種で、静電気もしくは高電圧・低電流の電気を生成するものである。
静電気の存在は文明の黎明期から知られていたが、その性質を説明する理論は数千年にわたって確立されず、磁気との区別もあいまいであり、好奇心をそそる奇妙な現象でしかなかった。17世紀末までに自然科学の研究者は、摩擦によって静電気を作る実用的な方法を発見した。18世紀になると機械的な静電発電機が作製され始め、電気学という新しい学問の研究に不可欠な実験器具になった。
静電発電機は人力などの動力を利用して力学的な仕事を電気エネルギーに変換する装置である。電気的な力で誘起した電荷を、金属板・円筒・ベルトなどに載せて高電位電極まで運ぶ仕事により、二つの導体に逆符号の静電電荷を蓄積していく。電荷を発生する方法には摩擦帯電および静電誘導の2種類がある。

## 概要
静電発電機は科学（理科）の教材として静電気力と高電圧現象を演示するために使われることが多い。また大きな電位差が得られることから、実用上でもX線管の電源、医療、食品の殺菌、核物理学研究など様々な用途に用いられてきた。現在、実用的な高電圧電源としては静電発電機よりも半導体回路によるものが主流だが:960、ヴァンデグラフ起電機やその発展型であるペレトロンなどは今なお物理学の研究に用いられている。また近年では、環境に存在する微小な振動のエネルギーを利用するナノ発電において、古くて新しい方法である静電発電が急浮上してきている。
静電発電機は電荷を生成する方式によって2種類に分けられる。
- 摩擦起電機（friction machine）は摩擦帯電（異なる物質どうしの接触や摩擦によって発生する静電気）を利用する。
- 誘導起電機（influence machine）は静電誘導を利用する。かつては感応起電機[3]と呼ばれていた。

## 摩擦起電機

### 歴史
史上初の静電発電機は摩擦で電気を起こす摩擦起電機であった。1663年ごろにオットー・フォン・ゲーリケが発明した最初の摩擦起電機は、木の回転軸に取り付けた硫黄球を手で摩擦する仕組みだった。実際に回転させて使用していたかどうかは定かではなく、またゲーリケには「電気」を起こしているという意識はなかったが（彼にとっては「Weltkrafte = 世界力」であった）、後の時代に回転球を備えた起電機が数多く作られたのはゲーリケの影響である。アイザック・ニュートンは硫黄の代わりにガラス球を用いることを提案した。ニュートンによって王立協会の実験員に任命されたフランシス・ホークスビーはゲーリケの設計を改良し、ガラス球を高速回転させて毛織布で擦る仕組みの摩擦起電機を作製した。ガラス球が擦られると、球内の真空に雷のような紫色の光が満ち、その明るさで読書ができるほどだったという。
ヴィッテンベルク大学の教授だったゲオルク・マチアス・ボーゼは、静電発電機に「主導体」（prime conductor）を取り付けることでその効果を何倍にも高めてみせた。主導体とは電荷を蓄積するための大きな導体（コレクター）のことで、ボーゼの典型的なデザインでは、絹糸で吊って絶縁した筒状の主導体をガラス球に近づけ、電荷を吸い取らせていた。ボーゼは絶縁台に立たせた女性の体に電荷を溜め、観衆の一人に接吻させて電気ショックを与えるという見世物を行った。
1746年にウィリアム・ワトソンが作製した装置は大きな車輪を回すことで複数のガラス球が回転する仕組みになっており、主導体として絹糸で吊るした剣と銃身が備えられていた。なお、同年、オランダのピーテル・ファン・ミュッセンブルークによってライデン瓶が発明され、発生した静電気をためることができるようになった。ライプツィヒ大学の物理学教授だったJ・H・ウィンクラーは、手で摩擦する代わりに革製のクッションに擦りつける仕組みと、足踏み式の高速回転装置を導入した。
ガラス板の両面に金属箔を貼ったものを起電力源と接続することで相当量の電気を溜めておけることが発見されると、この種の実験は容易になった。
ウィンクラーの改良に続き、スコットランド人でエアフルト大学の教授だったアンドリュー・ゴードンはガラス球の代わりにガラス円筒を用いることで摩擦起電機を発展させた。 ベンジャミン・ウィルソン は1746年ごろに櫛状の集電電極を考案し、1762年には英国のジョン・カントン（球検電器の発明者でもある）が摩擦布に錫アマルガムを振りかけることで発電の効率を向上させた。1760年代には、ジェシー・ラムスデンやヤン・インゲンホウスをはじめとする研究家たちの手により、球や円筒ではなくガラス円板が回転する方式が標準的なものとなった:336:223。

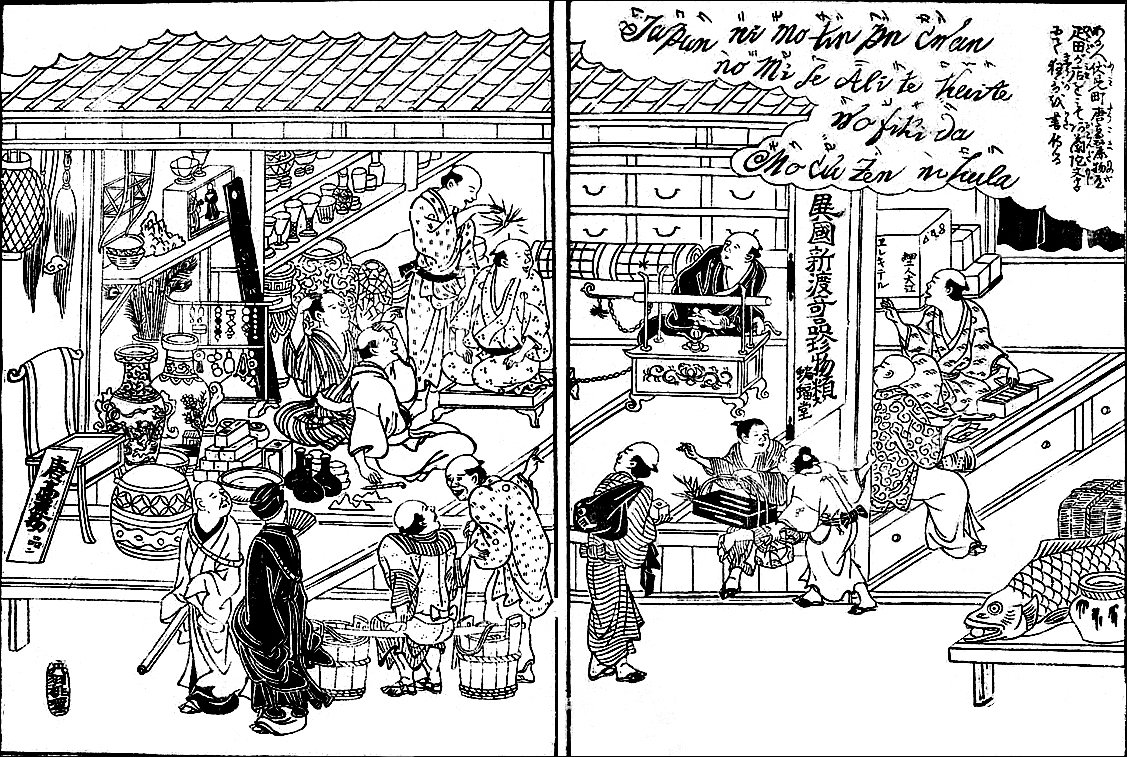
『摂津名所図会』四巻上。異国の珍品を商う「蝙蝠堂」の店頭でエレキテルが実演されている。1796 - 1798年。

1773年、公式記録に残る限り初めてオランダ人によって摩擦起電機が江戸時代の日本に持ち込まれた。ただしそれ以前の1765年に刊行された『紅毛談』の中で「エレキテリセイリテイ」という名の摩擦起電機が紹介されており、一部ではすでに知られた存在だった。オランダ語で"Electriciteijt"は電気もしくは起電機を意味し、日本ではこれがなまって「エレキテル」と呼ばれるようになった。当時の博物学者平賀源内は長崎で入手した壊れたエレキテルを1776年に複製し、見世物に用いて大いに巷間に広めた。源内作とされるエレキテルは2台が現存している。そのうち逓信総合博物館に所蔵されていたものは「調車」（プーリー）によってガラス円筒を高速回転させる方式のもので、銀紙を貼った「枕」（摩擦用クッション）と電荷を溜めるライデン瓶を備えていた。源内の門下生森島中良が『紅毛雑話』（1787年）でエレキテルの正確な構造を解説したことで、一般に作製・販売が行われるようになった。蘭学者橋本宗吉は1811年の著書『エレキテル究理原』において、エレキテルは玩具などではなく天地の原理を再現する器具だと述べ、自ら行った様々な静電気実験を紹介した。このほか、大槻玄沢らによる『厚生新編』（1811-1839）には、サンプトペテルブルクを訪れた大黒屋光太夫からの伝聞として、ロシアではエレキテルを用いた着火装置がアルコール飲料の純度検査に用いられているという逸話が記されている。

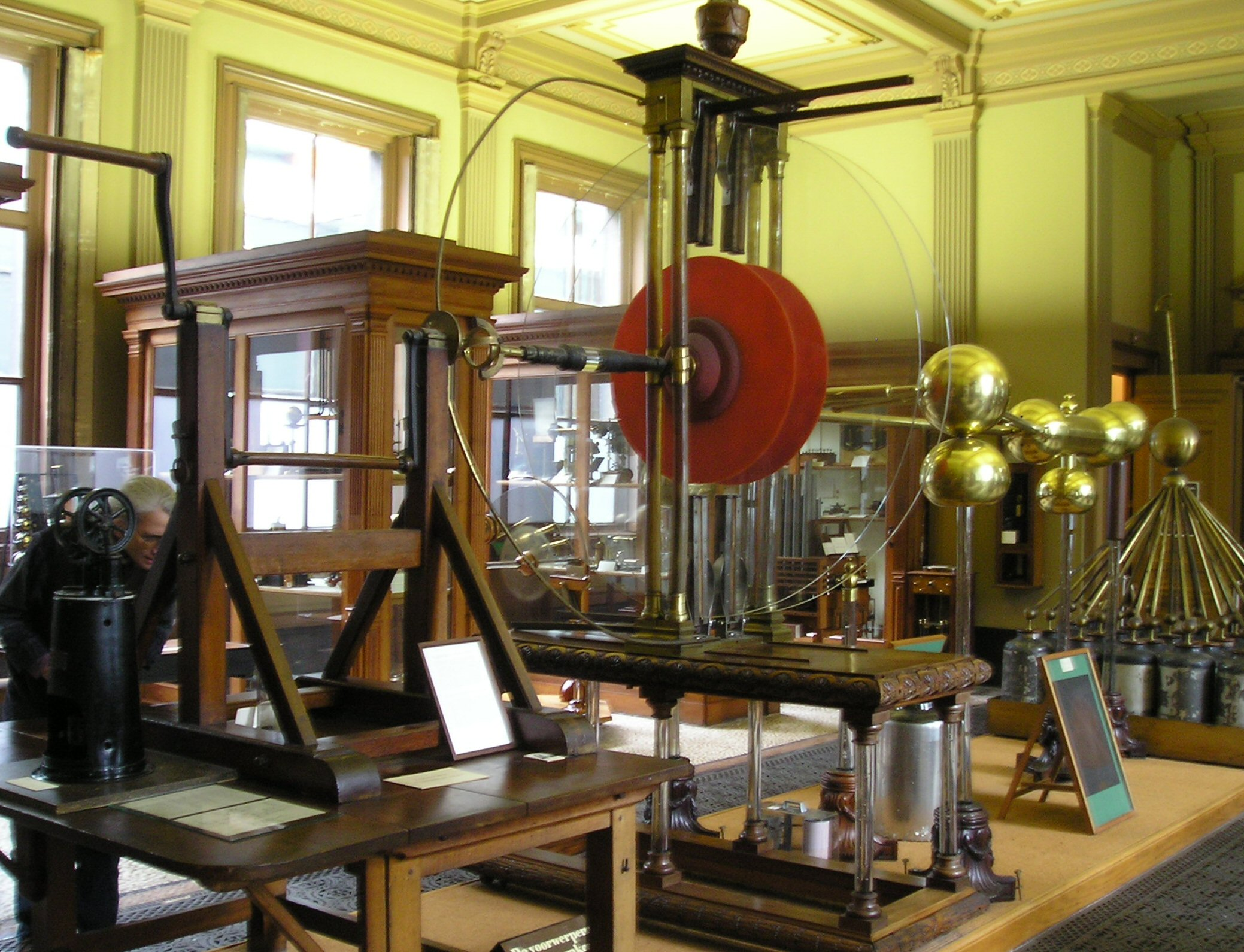
マルティン・ファン・マルムが設計した「大起電機」。テイラーズ博物館に展示されている。

1783年にオランダのハールレム市の科学者マルティン・ファン・マルムは直径1.65 mのガラス円板を備えた精妙な「大起電機」を設計し、自らの実験に使用しようとした。この装置は正負どちらの電圧も作れるように設計されており、長さ61 cmもの火花放電を発生させることが可能だった（その電圧は600 kVと見積もられる）。ファン・マルムの依頼で組み立てを行ったのは、アムステルダムの機器職人ジョン・カスバートソンであった。現在この起電機はハールレムのテイラーズ博物館に展示されている。
1785年、N・ローランドは接地した2本の円筒を野兎の毛皮で包み、絹のベルトをかけて回転させる仕組みの起電機を作製した。エドワード・ナイアンが1787年に開発した医療用の静電発電機は正と負の電荷をどちらも生成することが可能で、正電荷は集電器につながれた主導体に、負電荷は摩擦パッドにつながれた主導体にそれぞれ溜められた。1850年ごろにウィーンの科学者ゲオルク・K・ヴィンターが作製した起電機はそれ以前の装置よりも効率が高く、広く普及した。
1830年代にゲオルク・オームが行った電気実験では、ファン・マルムの装置と同じく正負の電圧を作れる起電機が用いられていた（装置は現在ミュンヘンのドイツ博物館に所蔵されている）。1840年にラムスデンの方式を改良して作られたウッドワードの装置では、主導体が円板の上に設置されていた。

### 摩擦による帯電
物体の表面にある電荷のつり合いが崩れると、他の物体に対して引力もしくは斥力を及ぼす。それが高じると静電気として感じることができるまでになる。二つの異なる表面を触れさせてから離すと、接触帯電ないし摩擦帯電現象によって一方から他方へ電荷が移動し、電荷の不つり合いが生じる。
大きな静電気を生み出すには絶縁性の物体二つをこすり合わせるとよい。ただし、摩擦は本質的な役割を果たしているわけではなく、単に絶縁性の表面を触れ合わせるだけでも帯電は起きる。しかし、多くの場合物体の表面は粗いため、物体どうしを単にあてがうだけでは十分な接触面積が得られず、帯電に長い時間がかかる。物体をこすり合せれば凝着性の接触面が広がることで帯電が促進される。
絶縁体、すなわち電気を通さない物体は表面電荷を発生させて溜めておくのに適している。よく用いられる絶縁体にはゴム、プラスチック、ガラス、髄がある。導電性の物体も接触帯電を起こすが、外界に対して絶縁されていない限り、電荷を保持しておくことはできない。
接触帯電によって一方の物体からもう一方へと移動した電荷はその表面にとどまる。物体を電流が流れていても、静電気力やスパークの発生、コロナ放電などの現象を損なうことはなく、同じ系で両立することができる。

## 誘導起電機

### 歴史
摩擦起電機は年月とともにゆっくりと、第2の種類の起電機、「誘導起電機」に取って代わられていった。こちらの方式は静電誘導を応用したもので、初めに存在していたわずかな電荷を利用して機械的な仕事を静電的なエネルギーに変換し、結果として電荷は継続的に増加していく。その発想はアレッサンドロ・ボルタが広めた電気盆から生じたと思われる。電気盆は一枚の導体板からなる一種のコンデンサで、静電誘導の過程を用いて電荷の偏りを生じさせることができた。
機械式の誘導起電機に向けて最初の一歩を踏み出したのは、箔検電器の発明者でもあるアブラハム・ベネットが報告した「ダブラー」（doubler of electricity）であった。ベネットのダブラーは3枚の導体板を持ち、電気盆と似た一連の操作を行うことで初めに蓄積されていた電荷を約2倍に増やすことができた。ベネットは大気からわずかな電荷を採取し、繰り返し増幅して検電器で観察できるようにした上で、電荷量と符号を記録して気象条件との関係を研究した。
エラズマス・ダーウィン、ウィリアム・ウィルソン、G・C・ボーネンベルガー、また後にJ・C・E・ペクレはそれぞれベネットのダブラーに改良を加えた:575-576:75,82,83。1816年にフランシス・ロナルズは、導体板の1枚を振り子のおもりで置き換え、ぜんまいや蒸気機関で振らせることで発電プロセスを自動化した。ロナルズはこの起電機を電信装置の電源とした。
これらの試みを経て、1788年にウィリアム・ニコルソンが報告した回転式のダブラーは、連続回転による誘導起電機の祖と考えられる。ニコルソンの記述によれば「クランクを回すことで、摩擦も大地との接続も必要とせずに2種類の電気を生成できる装置」であった。ニコルソンは後に「回転式蓄電器」（spinning condenser）:525という、微小な電荷を増幅することができ、より測定に適した装置も報告している。
ほかにも、ティベリウス・カヴァッロ（1795年に「カヴァッロ増倍器」を開発）、ジョン・リード、シャルル・デゾルム、ジャン・ニコラ・アシェットらは、様々に工夫された形の回転式ダブラーを製造した。1798年、ドイツ人科学者で説教師でもあったゴットリープ・クリストフ・ボーネンベルガーは、著書でベネットやニコルソンのダブラーを紹介するとともに、自分が考案したボーネンベルガー起電機について記述した。これらの試みのうち重要なものはAannalen der physik（1801年）に記載
ジュセッペ・ベッリは1831年に単純な構造の対称型ダブラーを作製した。2枚の金属円板を両端に取り付けた棒を回転させることで、U字型の集電器の内側を円板が交互に通過する仕組みになっていた。両極がすべて同じ構造で作られた対称型の装置はこれが初めてだった。同型の装置は何度も再発明されている。クロムウェル・ヴァーリーはこの方式を発展させて大出力の装置を作製し、1860年に特許を取得した。これは実用的な高圧誘導起電機として初めてのものだった。20世紀末にはA・D・ムーアが教材用としてこの方式の装置を広め、ディロッド（dirod）と呼んだ。また、1868年に「再充電器」（replenisher）として開発を行った ケルヴィンの名も挙げられる。ケルヴィンはそのほかにも、誘導起電機をマウスミルモータと組み合わせてサイフォンレコーダーと呼ばれる電信受信器を発明した。帯電したインクが細いサイフォンから吐出され、静電的な引力で記録紙に向けて飛んでいく仕組みだった。さらにまた、1867年には水滴を利用した一種の誘導起電機（後述）を発明して「水滴蓄電器」と呼んだ。

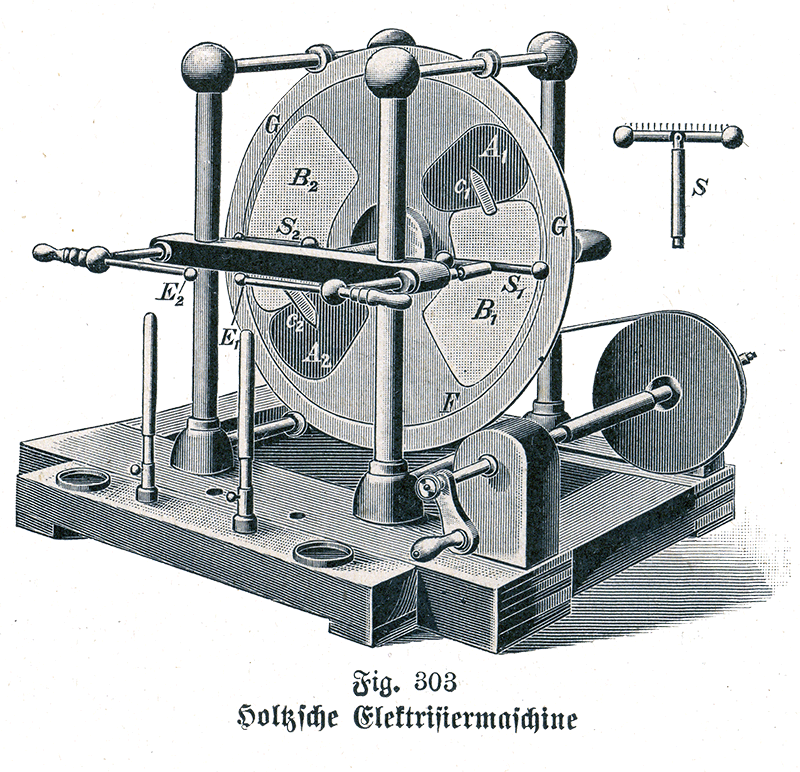
ホルツの回転円板式起電機。

1864年から1880年までの間にヴィルヘルム・ホルツが製作し、論文で報告した数々の誘導起電機は、当時もっとも進歩した起電機だと考えられていた。その一つでホルツ起電機と呼ばれるものは、ガラスの円板が増速ギアによって高速回転しながら、固定円板に取り付けられた誘導子と相互作用する仕組みだった。1865年、アウグスト・テプラ―は、2枚の円板が1本の軸に固定されて同方向に回転する構造の誘導起電機を作製した:590-593。1868年、出力電流を増やすために奇抜な構造を採用したシュウェドフ起電機が作られた。同年にはクント起電機やキャレ起電機など、摩擦式と誘導式を組み合わせて動作を安定させた起電機が作製された:607-608。1866年にはピシェ起電機（バーチュ起電機とも）が作製された。1869年、H・ジュリアス・スミスは携帯可能な火薬の点火装置として気密性の起電機を作製し、アメリカで特許を取得した。また1869年、ドイツのヨハン・クリスティアン・ポッゲンドルフは回転円盤にセクター（扇形金属板）を貼りつけない形式の起電機を研究した。

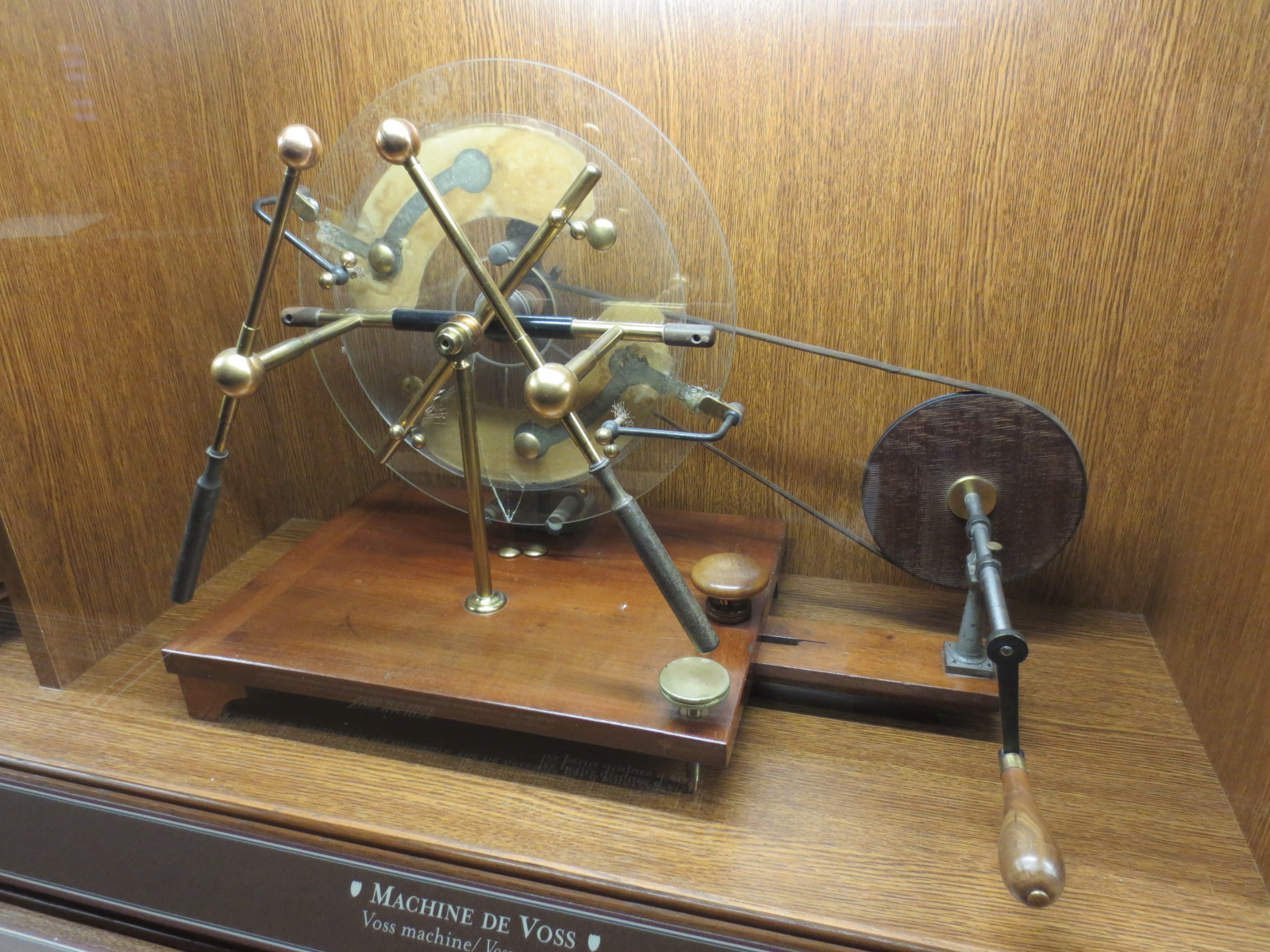
1881年、パリの博覧会で展示されたヴォス起電機。

フランチェスコ・ロゼッティ、アウグスト・リーギ、フリードリッヒ・コールラウシュらは誘導起電機のはたらきと効率をさらに研究した。エルテール・マスカール、アントニオ・ロイティ、エミール・ブーショットらもまた誘導起電機の効率と電流出力を研究した。1871年にムーゼウスはセクターのない装置を研究した。1872年に作製された「リーギの電位計」はヴァンデグラフ起電機の源流の一つとなった。1873年、レーザーはホルツ起電機を改良したいわゆるレーザー起電機を作製した。1880年、ロバート・ヴォス（ベルリンの機器職人）はテプラ―とホルツの原理を組み合わせて新しい起電機を考案したと主張した:608-609。同型の構造はテプラ―=ホルツ起電機としても知られるようになった。

#### ウィムズハースト起電機
英国の発明家ジェームズ・ウィムズハーストは1878年に静電発電機の研究に着手し、ホルツ起電機を改良して2枚の回転板を持つ強力な起電機を作り出した。
ウィムズハースト起電機の基本形が1883年に科学界に対して報告されると、その後はもっぱらこの種の起電機が用いられるようになった。ただし、それ以前によく似た構造の起電機がホルツとムーゼウスによって報告されていた。1885年、英国で史上最大級のウィムズハースト起電機が建造された（現在はシカゴ科学産業博物館に展示されている）。
ウィムズハースト起電機は著しく単純な装置で、あらゆる誘導起電機がそうであるように、電荷の静電誘導を利用して発電を行う。要するに、初めに存在していたごくわずかな電荷を利用して新たな電荷を誘起し、それを集めて初めの電荷に付け加え、同じプロセスを何度も繰り返す。
ウィムズハースト起電機の構成は以下のとおりである。絶縁された2枚の円板はプーリーに取り付けられ、同軸で逆方向に回るようになっている。円板の外側の面には、金属など導電性の小板が円状に並んで貼り付けられている。それぞれの円板には両側がブラシとなった導体棒が付属しており、この棒でつながれた2枚の小板の間で静電誘導が起きて新たな電荷が誘起される。それぞれの円板に誘起された電荷は各1対の櫛型コレクター電極によって集められる。二つのライデン瓶は電荷を溜めるコンデンサとして用いられる。1対の電極は十分に溜まった電荷を放電するためにある。
構造も構成要素も単純であるため、静電気の実験や演示に用いる機器を自作する場合、ウィムズハースト起電機が選ばれることが多い。広く普及したのもこれが理由である。
1887年、A・F・ヴァインホルトはレイザー起電機を改良し、垂直の金属棒に木製の筒を嵌めたものを誘導子として円板の近くに置くことで極性の反転を防いだ。M・L・ルビエはルビエ起電機の作製を報告した。これは基本的にヴォス起電機を簡略化したものであった。1893年、ボネッティは円板にセクター（金属の小板）を取り付けないタイプのウィムズハースト起電機の特許を取得した。ボネッティの装置はセクターつきのタイプよりはるかに強力だったが、外部から電荷を与えてやらなければ運転を始めることができなかった。
1898年、W・R・ピジョンは独自の機構を備えたピジョン起電機を作製した。1890年代を通して起電機研究に打ち込んできた末の成果だった。同年10月28日、ピジョンはこれをロンドン物理学会で発表した。また後にPhilosophical Magazine (1898/12, p.564, ) およびElectrical Review  (Vol. XLV, p.748) で報告した。ピジョン起電機の特色は、静電誘導の効果を高めるために、対向円板のセクターを誘導子とするのに加えて固定誘導子を用いたことと、各部の絶縁性を高めたことだった。特に電荷を運ぶセクターは端子部を除いて絶縁体に埋め込まれていた。ピジョン起電機はウィムズハースト起電機とヴォス起電機を組み合わせた上で電荷のリークを低減したものだといえるが、前身となった装置のいずれよりも容易に電位を高めることができた。またこれに加え、ピジョンは「トリプレックス」・ウィムズハースト起電機（3枚の回転板からなる、中央の回転板を共有する2組の起電機）のセクターを絶縁材に埋め込んで出力電流を増加させる方式を研究し、特許（British Patent 22517 (1899)）を取得した。
19世紀末から20世紀の初めにかけて、複数の回転板からなる起電機と、「トリプレックス」起電機（3枚の回転板を持つ）が大きく発展した。1900年、フレデリック・タズベリーは、起電機を金属容器に収めて空気や二酸化炭素で加圧すると、放電耐圧が向上するとともに、プレート間や支柱へのリークが低減することで性能が向上することを示した。1903年、アルフレート・ヴェールゼンはセクター板をエボナイトの回転板に埋め込み、表面には端子だけが突出している方式の起電機の特許を取った。1907年、ハインリヒ・ワメルズドルフは一種のホルツ起電機で、ヴェールゼンと同じ方式の回転板と誘導子をセルロイド板に埋め込んだタイプのものを報告した（DE154175、「ヴェールゼン起電機」）。ワメルズドルフはそのほかにも高性能の起電機を作製したが、そのうち最も有名なのは「コンデンサーマシン」（1920）と呼ばれるものである。単一の回転板にセクターが埋め込まれており、円板の縁からセクターの端が露出している方式だった。

### 回転式誘導起電機の原理

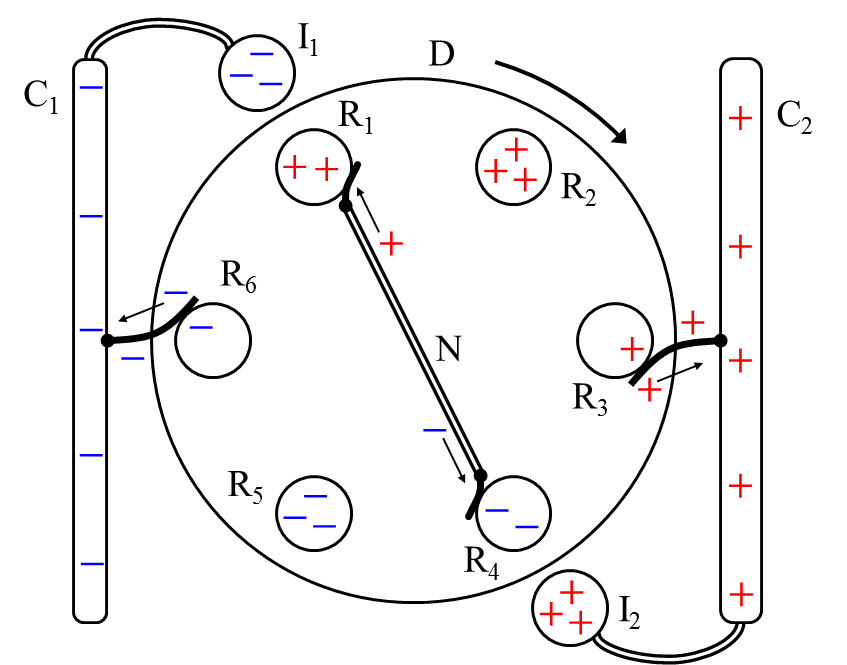
ディロッド起電機の模式図（文献に基づく）。

回転式誘導起電機の例として、アメリカ静電気学会の創立者A・D・ムーアが20世紀半ばに設計したディロッド起電機の原理を説明する。右図を参照のこと。
円板Dは絶縁体で作られ、矢印の向きに回転する。円板には6本の金属ロッドR1～R6が垂直に立てられており、両側から金属のコレクター板C1、C2に挟まれている。
動作を開始するには、はじめにコレクターC1とC2の間に電荷の不均衡が存在しなければならない。しかし、人間の手が装置の絶縁部品に触れると静電気が生じるため、コレクターには自然にわずかな電荷が誘起されているのが常である。ここではC1が負に、C2が正に帯電していたとする。
コレクターが帯電しているため、導体でつながれている誘導子I1、I2もそれぞれ電荷を持ち、近づいてきた金属ロッドR1とR4に静電誘導を及ぼす。すなわち、R1とR4は固定導体N（ニュートラライザー）を介して電荷をやり取りすることで、互いに逆の電荷を持つようになる。Nの両端にはロッドと導通を取るためのブラシがついている。
円板Dが回転していくと、電荷を持ったロッドはR3（R6）の位置でブラシによってコレクターと接続される。電荷には電気容量が大きい物体に移る性質があるため、ロッドが持っていた電荷はコレクターに集められる。この過程が繰り返されることにより、それぞれのコレクターが持つ正負の電荷はますます増えていく。
正の電荷を帯びたロッドを正のコレクターに近づけるには、静電反発力に抗して仕事をしなければならない。この力学的な仕事が帯電の静電エネルギーに変換されることになる。

## 20世紀以降の静電発電機

### ヴァンデグラフ起電機

ヴァンデグラフ起電機の模式図。上側のローラー (3) とベルトがこすり合わされて正負の電荷が発生し、正電荷は電極 (2) で集められて端子 (1) に蓄積され、負電荷はベルト (5) によって下方の接地電極 (7) に送られる。

19世紀末から始まった物質の構造の探究において、静電発電機は不可欠な役割を果たした。1920年代にはこれまで以上の高電圧を生成する装置が必要だということが明らかになっており、これに応えるべく、1929年から主にMITにおいてヴァンデグラフ起電機が開発された。第1号機の動作が確認されたのは1929年10月である。基本的なアイディアは、電荷を絶縁性のベルトに載せて、絶縁支柱に支えられた中空の端子の内部に送り込み、そこで電荷を端子に移すというものだった。端子の電位がどれほど高くなろうと、端子内部には全く電場が生じないので電荷の移動は妨げられない。このアイディアは新しいわけではなかったが、別の電源を用いてベルトを帯電させた点が革新的で、それまでの起電機を過去のものとしてしまった。ヴァンデグラフが作製した第1号機は安雑貨屋で入手した絹のリボンをベルトとしていた。1931年に書かれた特許明細書では、100万ボルトの電圧を生成することができると記述されていた。
ニコラ・テスラは1934年の『サイエンティフィック・アメリカン』誌に「静電発電機の可能性」と題してヴァンデグラフ起電機に関する記事を書き、「（ヴァンデグラフ起電機の）新型の装置が開発され、十分に改良されれば、素晴らしい未来が保証されているはずだ」と述べた。より出力の大きい装置はすぐに開発された。大気をイオン化することなく表面電荷密度を高められるように加圧容器に収められていた。ヴァンデグラフ起電機のバリエーションも生まれ、物理研究に用いられた。絶縁体と導電体の継手を交互につないだチェーンを用いて電荷を輸送するペレトロンはその一つである。構造が単純なタイプのヴァンデグラフ起電機は静電気の演示に広く用いられている。高電圧を生成できることから、絶縁台に立って高電位端子に触れると頭髪が逆立つという面白い効果を起こせることで人気がある。

### SAMES型発電機
1945年から1960までの間に、フランス人研究者ノエル・フェリシは大出力の誘導発電機を数多く発展させた。加圧水素ガスによって絶縁を行い、高速回転する円筒によって電荷を輸送する仕組みだった。この方式の装置はSAMES社によって製品化され、おもにヨーロッパで加速器研究や高電圧ケーブルのテスト用に使用された。

### EHD発電機

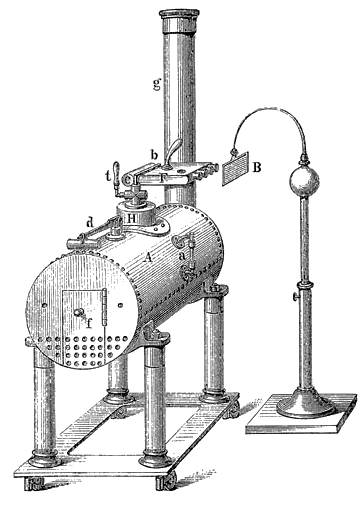
アームストロング式水力発電装置。ボイラーから噴出した蒸気が帯びている電荷を電極Bで集める。

イオンを注入した液体や帯電粒子を含む気体など、荷電流体によって電荷を運ぶ発電方式はEHD発電（electrohydrodynamics、電気流体力学）と呼ばれる。EHD発電の研究の始まりは1840年に発表されたアームストロング式水力発電装置だとされる。これはボイラーから噴出する高圧蒸気が電荷を帯びていることを利用して、蒸気を集電電極に吹き付けることで電荷を集積するものだった。Steutzer、Secker、Hughesらは、絶縁性の流体に電荷を与え、ポンプで高電位端子まで送りこむことで電荷を蓄積する方式の起電機を発明した。この方式は構造が単純であり、液体の絶縁破壊強度が大きいことなどにより装置を小型化できるなどの利点がある。

1980年代の初め、風力をエネルギー源とするEHD発電のアイディアがMarksによって提案されたが、実用化に至らなかった。2006年、デルフト工科大学のDjairamらはEWICON（Electrostatic WInd Energy CONverter、「静電風力エネルギー変換器」）という名の風力EDH発電機を試作した。機械的な可動部を持たず、大気中に噴霧された帯電水滴を風が高電位電極まで運ぶ構造になっており、風力のエネルギーを直接電気エネルギーに変換する方式である。発電効率は回転翼型の発電機に及ばないが、構造が単純なため低コストであり強風にも耐えられることから、実用化に向けた取り組みが行われている。

## 境界科学との関連
静電発電機は様々な境界科学の研究に用いられたことがあり、時には不適切な方法で利用されたために議論を呼んだ。1911年、ジョージ・ピゴットは無線電信や「反重力」実験のために作製した起電機の特許を取得した。小型の加圧容器に収められた2重式の装置であった。
時代を下った1960年、ドイツ人の時計職人パウル・バウマンは発電機「テスタティカ」（Testatika）を発明した。バウマンが設立したスイスの宗教的コミュニティ、メテルニッサはテスタティカに形而上的な意味を与え、周囲の環境から直接「フリーエネルギー」を引き出すことができると主張した。実際にはテスタティカは1898年のピジョン起電機をベースにした静電発電機だったと考えられている。

## 参考資料
- Gottlieb Christoph Bohnenberger: Description of different electricity-doubler of a new device, along with a number of experiments on various subjects of electricity, etc.. Tübingen 1798.
- William Holtz: On a new electrical machine .. In: en:Johann Poggendorff, CG Barth (Eds.): Annals of physics and chemistry. 126, Leipzig 1865, p. 157 - 171st
- William Holtz: the higher charge on insulating surfaces by side pull and the transfer of this principle to the construction of induction machines .. In: Johann Poggendorff, CG Barth (eds): Annals of physics and chemistry. 130, Leipzig 1867, p. 128 – 136
- William Holtz: The influence machine. In: F. Poske (Eds.): Annals of physics and chemistry. Julius Springer, Berlin 1904 (seventeenth year, the fourth issue).
- O. Lehmann: Dr. J. Frick's physical technique. 2, Friedrich Vieweg und Sohn, Braunschweig 1909, p. 797 (Section 2).
- F. Poske: New forms of influence machines .. In: F. Poske (eds) for the physical and chemical education. journal Julius Springer, Berlin 1893 (seventh year, second issue).
- C. L. Stong, "Electrostatic motors are powered by electric field of the Earth". October, 1974. (PDF)
- en:Oleg D. Jefimenko, "Electrostatic Motors: Their History, Types, and Principles of Operation". Electret Scientific, Star City, 1973.
- G. W. Francis (author) and Oleg D. Jefimenko (editor), "Electrostatic Experiments: An Encyclopedia of Early Electrostatic Experiments, Demonstrations, Devices, and Apparatus". Electret Scientific, Star City, 2005.
- V. E. Johnson, "Modern High-Speed Influence Machines; Their principles, construction and applications to radiography, radio-telegraphy, spark photography, electro-culture, electro-therapeutics, high-tension gas ignition,  and the testing of materials". ISBN B0000EFPCO
- Alfred W. Simon, "Quantitative Theory of the Influence Electrostatic Generator". Phys. Rev. 24, 690–696 (1924), Issue 6 – December 1924.
- J. Clerk Maxwell, Treatise on Electricity and Magnetism (2nd ed.,Oxford, 1881), vol. i. p. 294
- en:Joseph David Everett, Electricity (expansion of part iii. of Augustin Privat-Deschanel's "Natural Philosophy") (London, 1901), ch. iv. p. 20
- A. Winkelmann, Handbuch der Physik (Breslau, 1905), vol. iv. pp. 50–58 (contains a large number of references to original papers)
- John Munro, The Story Of Electricity (The Project Gutenberg Etext)
- A. D. Moore (Editor), "Electrostatics and its Applications". Wiley, New York, 1973.
- Oleg D. Jefimenko (with D. K. Walker), "Electrostatic motors".  Phys. Teach. 9, 121-129 (1971).
- W. R. Pidgeon, "An Influence-Machine". Proc. Phys. Soc. London 12(1)1 (October 1892) 406–411 and 16(1) (October 1897) 253–257.
- Antonio Carlos M. de Queiroz, "Doublers of Electricity", Phys. Educ. 42 (2007) 156-162.